# 転法輪寺 (京都市)
転法輪寺（てんぽうりんじ、轉法輪寺）は、京都市右京区龍安寺山田町にある浄土宗の仏教寺院。山号は獅子吼山（ししくさん）。浄土宗知恩院派の寺。

## 歴史
1758年（宝暦8年）（1754年（宝暦4年）説もある）に、北野天満宮の滝ケ鼻町（上京区）に関通上人が創建した。このため関通さんとも呼ばれて親しまれている。
江戸時代後期に刊行された『都名所図会』にも掲載されており、築地塀に囲われた広い境内に本堂、礼堂、学寮といった建物と流水もある苑地が描かれている。『都名所図会拾遺』には「真に殊勝な浄域」と賛美する文もある。
1929年（昭和4年）に、現在地へ移転した。『都名所図会』に記されたものほど広くはないが、鐘楼門は竜宮造りで『都名所図会』記載の図に似た様式となっており、本堂の白い障子、白壁、前庭の白砂など清浄感を与える造形となっている。
また、本堂に安置されている本尊である阿弥陀如来座像は高さ約7.5メートルの大きなもので、御室大仏（おむろだいぶつ）とも呼ばれている。北野から御室への移転の際には路面電車の架線が邪魔になるため、架線を切る計らいがされたという。
観光目的の拝観は通常行っていないが、毎年10月に開催される浄土宗京都教区の特別公開などの際に拝観可能。

## 釈迦大涅槃図
釈迦大涅槃図（しゃかだいねはんず）は1764年の作と伝わる作者不明の縦5.3メートル、横4.9メートルの絹地に釈迦の誕生から入滅までの様子を描いた涅槃図。
カビなどの損傷を修復して、2017年2月に一般公開された。